# Augusto Franco Neto
Augusto do Prado Franco Neto, ou simplesmente Augusto Franco Neto, (Aracaju, 26 de março de 1971) é um empresário e político brasileiro, outrora deputado federal por Sergipe.

## Dados biográficos
Filho de Walter do Prado Franco Sobrinho e Sônia Vale Franco. Embora tenha iniciado o curso superior no curso de administração da Fundação Getúlio Vargas, não o concluiu. De volta a Aracaju, onde fora escriturário do Bamerindus entre 1989 e 1990, trabalhou na Fiação e Tecelagem Nortista, uma das empresas de sua família, para assumir em 1996 a direção administrativa da TV Atalaia, afiliada da RecordTV. Eleito deputado federal pelo PSDB em 1998, não disputou a reeleição preferindo assumir uma diretoria no Sistema Atalaia de Comunicação.
Neto de Augusto Franco, sobrinho de Albano Franco e Antônio Carlos Franco, descende de uma família com tradição na política sergipana, sendo que seu pai foi eleito deputado estadual via PDS em 1982.